# Slavoj Brokeš
Slavoj Brokeš (* 10. června 1933) byl český a československý politik Komunistické strany Československa, a poslanec Sněmovny lidu Federálního shromáždění za normalizace.

## Biografie
Narodil se v dělnické rodině. V roce 1954 byl přijat do KSČ. Absolvoval Vysokou školu ekonomickou v Praze. Potom pracoval jako ekonom a ředitel STS v okrese Trutnov, na zemědělském odboru ONV, na výrobní zemědělské správě, později jako ředitel okresní zemědělské správy. V letech 1973-1979 byl náměstkem ředitele krajské zemědělské správy, poslancem KNV a členem jeho rady. Od roku 1979 působil na postu vedoucího oddělení pro stranickou práci v zemědělství východočeského Krajského výboru KSČ. V roce 1983 byl zvolen do funkce vedoucího tajemníka Okresního výboru KSČ Jičín. Byl nositelem státního vyznamenání Za zásluhy o výstavbu. Roku 1987 byl zvolen tajemníkem pro stranickou práci v zemědělství východočeského Krajského výboru KSČ.
Ve volbách roku 1986 zasedl za KSČ do Sněmovny lidu (volební obvod č. 72 - Jičín, Východočeský kraj). Ve Federálním shromáždění setrval do ledna 1990, kdy rezignoval na svůj post v rámci procesu kooptací do Federálního shromáždění po sametové revoluci.